# NGC 3287
NGC 3287 é uma galáxia espiral barrada (SBcd) localizada na direcção da constelação de Leo. Possui uma declinação de +21° 38' 52" e uma ascensão recta de 10 horas, 34 minutos e 47,3 segundos.
A galáxia NGC 3287 foi descoberta em 1 de Janeiro de 1862 por Heinrich Louis d'Arrest.